# Graça Filmes
A Graça Filmes é uma empresa brasileira coprodutora e distribuidora de filmes, fundada em 2010 por R. R. Soares (líder da Igreja Internacional da Graça de Deus), como braço cinematográfico da Fundação Internacional de Comunicação. 
A empresa distribui filmes evangélicos produzidos principalmente nos Estados Unidos e também no Brasil, sejam somente por selo de distribuição, como a maioria de seu catálogo, ou produzidos diretamente pela empresa, como o longa Três Histórias, Um Destino (primeira película da produtora). Atualmente, seus lançamentos representam mais de 50% das vendas de DVDs evangélicos no país.

## Filmes distribuídos pela empresa em DVDs no Brasil
| Ano  | Título no Brasil                                    | Título Original                              | Data de lançamento original | Produtora Original    |
| ---- | --------------------------------------------------- | -------------------------------------------- | --------------------------- | --------------------- |
| 2010 | Tugger - O Jipinho Que Queria Voar                  |                                              |                             |                       |
| 2010 | O Encontro Perfeito                                 |                                              |                             |                       |
| 2010 | Eu & Você, Nós Para Sempre...                       |                                              |                             |                       |
| 2010 | A Chamada                                           |                                              |                             |                       |
| 2010 | A Busca                                             |                                              |                             |                       |
| 2010 | A Diretoria                                         |                                              |                             |                       |
| 2010 | O Verdadeiro Tesouro                                |                                              |                             |                       |
| 2010 | Amigos Para Sempre                                  |                                              |                             |                       |
| 2010 | Missão Secreta                                      |                                              |                             |                       |
| 2010 | Segredos                                            |                                              |                             |                       |
| 2010 | A Escolha                                           |                                              |                             |                       |
| 2010 | Inabalável                                          | A Greater Yes: The Story of Amy Newhouse     |                             |                       |
| 2010 | Além do Sol                                         |                                              |                             |                       |
| 2010 | Num Piscar de Olhos                                 |                                              |                             |                       |
| 2010 | Uma Carta ao Pai                                    |                                              |                             |                       |
| 2010 | Ester e o Rei                                       |                                              |                             |                       |
| 2010 | As Histórias de Jonathan Sperry                     |                                              |                             |                       |
| 2010 | Não é Tarde Para Recomeçar                          |                                              |                             |                       |
| 2010 | Jovem Bytes - Box 1                                 |                                              |                             |                       |
| 2010 | Irã - Um Brado de Fé                                |                                              |                             |                       |
| 2010 | O Primeiro Natal                                    |                                              |                             |                       |
| 2010 | David e Golias                                      |                                              |                             |                       |
| 2010 | O Presente Perfeito                                 |                                              |                             |                       |
| 2010 | A Letra Que Mata                                    |                                              |                             |                       |
| 2010 | O Poder das Águas                                   |                                              |                             |                       |
| 2011 | A Diretoria - Peça Teatral com Jeová Nissi          |                                              |                             |                       |
| 2011 | Daniel Na Cova dos Leões                            |                                              |                             |                       |
| 2011 | Clancy - O Poder de um Coração Sincero              | Clancy                                       | 6 de março de 2009          |                       |
| 2011 | O Livro de Rute - Uma Jornada de Fé                 | The Book of Ruth: Journey of Faith           | 15 de dezembro de 2009      | Pure Flix             |
| 2011 | Decisão de Uma Vida                                 | Sarah's Choice                               | 1 de novembro de 2009       |                       |
| 2011 | Wesley - Um Coração Transformado Pode Mudar o Mundo | Wesley                                       | 14 de novembro de 2009      |                       |
| 2011 | E Se... Você Tivesse uma Segunda Chance             | What If...                                   | 20 de agosto de 2010        |                       |
| 2011 | Johnny - Todos Têm Uma Missão Especial              | Johnny                                       | 8 de agosto de 2010         |                       |
| 2011 | O Impostor                                          |                                              |                             |                       |
| 2011 | No Corre-Corre                                      |                                              |                             |                       |
| 2011 | A Jornada                                           |                                              |                             |                       |
| 2011 | Jovem Bytes - Box 2                                 |                                              |                             |                       |
| 2011 | Um Outro Encontro                                   |                                              |                             |                       |
| 2011 | Um Brilho na Escuridão                              |                                              |                             |                       |
| 2011 | O Diabo no Banco dos Réus                           |                                              |                             |                       |
| 2011 | Perdoado                                            |                                              |                             |                       |
| 2012 | Jovem Bytes - Box 3                                 |                                              |                             |                       |
| 2012 | O Caminho Para a Eternidade                         |                                              |                             |                       |
| 2012 | Não Identificado                                    |                                              |                             |                       |
| 2012 | O Fim da Colheita                                   |                                              |                             |                       |
| 2012 | Encontro de Casais                                  |                                              |                             |                       |
| 2012 | Jovem Bytes - Edição Especial                       |                                              |                             |                       |
| 2012 | Encontros                                           |                                              |                             |                       |
| 2012 | A Diretoria Feminina - Peça Teatral com Jeová Nissi |                                              |                             |                       |
| 2012 | Três Histórias, um Destino                          | Destiny Road                                 |                             | Graça Filmes          |
| 2012 | Três Histórias, um Destino                          | Destiny Road                                 | Pure Flix                   |                       |
| 2013 | Por Que Eu, Senhor?                                 |                                              |                             |                       |
| 2013 | Apóstolo Pedro e a Última Ceia                      |                                              |                             | Pure Flix             |
| 2013 | Invencíveis                                         |                                              |                             |                       |
| 2013 | Amor Incondicional - A História de Oséias           |                                              |                             |                       |
| 2013 | Contagem Regressiva                                 | Jerusalem Contdown                           |                             | Pure Flix             |
| 2013 | Tráfico de Inocentes                                |                                              |                             |                       |
| 2013 | Paraíso Perdido: O Caminho Para a Eternidade 2      |                                              |                             |                       |
| 2013 | A História de Ester                                 | The Book of Esther                           |                             | Pure Flix             |
| 2014 | Tudo É Possível                                     |                                              |                             |                       |
| 2014 | Resgatados Pela Graça                               |                                              |                             |                       |
| 2014 | Parada Inesperada                                   |                                              |                             |                       |
| 2014 | Conexões                                            |                                              |                             |                       |
| 2014 | Antes que Seja Tarde                                |                                              |                             |                       |
| 2014 | O Medalhão Perdido: As Aventuras de Billy Stone     |                                              |                             |                       |
| 2014 | Deus Não Está Morto                                 | God's Not Dead                               |                             |                       |
| 2015 | Lição de Vida                                       | Camp                                         |                             |                       |
| 2015 | Um Elo de Amor                                      |                                              |                             |                       |
| 2015 | A Redenção de Jackson                               |                                              |                             |                       |
| 2015 | À Moda Antiga                                       |                                              |                             |                       |
| 2015 | Marcado Pela Promessa                               |                                              |                             |                       |
| 2015 | Guerra Interior                                     |                                              |                             |                       |
| 2015 | Adrenalina                                          |                                              |                             |                       |
| 2016 | Policarpo                                           |                                              |                             |                       |
| 2016 | Coração Redimido                                    |                                              |                             |                       |
| 2016 | Mais Que Vencedor                                   |                                              |                             |                       |
| 2016 | Dinheiro Não É Tudo                                 |                                              |                             |                       |
| 2016 | O Recomeço                                          |                                              |                             |                       |
| 2016 | Prisioneiras Nunca Mais                             |                                              |                             |                       |
| 2016 | À Procura da Liberdade                              |                                              |                             |                       |
| 2016 | O Último Encontro                                   |                                              |                             |                       |
| 2016 | Um Lar Verdadeiro                                   |                                              |                             |                       |
| 2016 | Em Busca da Verdade                                 |                                              |                             |                       |
| 2016 | Direito à Vida                                      |                                              |                             |                       |
| 2016 | Pendragon: A Coragem de Um Guerreiro                |                                              |                             |                       |
| 2017 | Meu Filho Amado                                     |                                              |                             |                       |
| 2017 | Uma Nova Chance                                     |                                              |                             |                       |
| 2017 | Quando Tudo Parece Perdido                          |                                              |                             |                       |
| 2017 | Emblema de Fé                                       |                                              |                             |                       |
| 2017 | O Salvador                                          |                                              |                             |                       |
| 2018 | Dia Amarelo                                         |                                              |                             |                       |
| 2018 | Reflexos da Fé                                      |                                              |                             |                       |
| 2018 | Eu Te Perdoo                                        |                                              |                             |                       |
| 2018 | Votos de Amor                                       |                                              |                             |                       |
| 2018 | A Oração Não Falha                                  |                                              |                             |                       |
| 2019 | Um Olhar de Esperança                               |                                              |                             |                       |
| 2019 | O Coração do Homem                                  |                                              |                             |                       |
| 2019 | Virtudes da Graça                                   |                                              |                             |                       |
| 2019 | Trajetória de Um Campeão                            |                                              |                             |                       |
| 2019 | Restaurados                                         |                                              |                             |                       |
| 2019 | Victor                                              |                                              |                             |                       |
| 2020 | Torturado por Cristo                                | Tortured for Christ                          |                             |                       |
| 2020 | O Peregrino                                         |                                              |                             |                       |
| 2021 | O Preço Maior: A História de Graham Staines         | The Least of These: The Graham Staines Story | 1 de fevereiro de 2019      | Skypass Entertainment |
| 2021 | O Segredo da Felicidade                             | Full Count                                   | 25 de outubro de 2019       |                       |

## Séries

### Hermie & Amigos
- Hermie e Amigos - as trança dos carecas
- Hermie e Amigos - Antônio, a Formiga Corajosa
- Hermie e Amigos - Buzby, o Zangão Desobediente.
- Hermie e Amigos - Buzby e as Abelhas Resmungonas
- Hermie e Amigos - Dividir ou não 'dar
- Hermie e Amigos - Flô, a Mosquinha 'verdadeira
- Hermie e Amigos - Haley e Bailey, Brigar Pra Quê?
- Hermie e Amigos - Hermie em Alto' astral
- Hermie e Amigos - Hermie, Uma Lagarta Comum
- Hermie e Amigos - Milo, o Louva-a-Deus que não Sabe Orar
- Hermie e Amigos - O Show da Flô Cria um Zumbido
- Hermie e Amigos - Stanley, o Percevejo' cerveja
- Hermie e Amigos - Skeeter e o Mistério do Tesouro Perdido
- Hermie e Amigos - Webster, a Aranha 'corajosa

### Midinho, o Pequeno Missionário
Série Antigo Testamento Midinho, o Pequeno Missionário - DVD's da Série Antigo Testamento
- Midinho, o Pequeno Missionário - Daniel na Cova dos Leões, e outras Histórias.
- Midinho, o Pequeno Missionário - Davi e Golias, e outras Histórias
- Midinho, o Pequeno Missionário - A Sabedoria do Rei Salomão, e outras Histórias
- Midinho, o Pequeno Missionário - Jonas e o Grande Peixe, e outras Histórias
- Midinho, o Pequeno Missionário - A Travessia do Mar Vermelho, e outras Histórias
- Midinho, o Pequeno Missionário - A Jumenta de Balaão, e outras Histórias
- Midinho, o Pequeno Missionário - José no Egito, e outras Histórias
- Midinho, o Pequeno Missionário - A Arca de Noé, e outras Histórias
- Midinho, o Pequeno Missionário - A Vida de Jó, e outras Histórias
- Midinho, o Pequeno Missionário - A Escolha de Rute, e outras Histórias
- Midinho, o Pequeno Missionário - Os Dez Mandamentos, e outras Histórias
- Midinho, o Pequeno Missionário - Terra de Gigantes, e outras Histórias
- Midinho, o Pequeno Missionário - A Vitória do Rei Ezequias, e outras Histórias
- Midinho, o Pequeno Missionário - A Idolatria de Manassés, e outras Histórias
- Midinho, o Pequeno Missionário - O Bezerro de Ouro, e outras Histórias
- Midinho, o Pequeno Missionário - Elias no Monte Horebe, e outras Histórias

Série Novo Testamento
- Midinho, o Pequeno Missionário - O Nascimento de Jesus, e outras histórias
- Midinho, o Pequeno Missionário - O Centurião de Cafarnaum, e outras histórias
- Midinho, o Pequeno Missionário - O Bom Samaritano, e outras histórias
- Midinho, o Pequeno Missionário - Os Magos do Oriente, e outras histórias
- Midinho, o Pequeno Missionário - A Parábola de Lázaro e o Rico, e outras histórias
- Midinho, o Pequeno Missionário - O Pedido de Tiago e João, e outras histórias
- Midinho, o Pequeno Missionário - Jesus Anda Por Cima do Mar, e outras histórias
- Midinho, o Pequeno Missionário - A Parábola dos Dois Filhos, e outras histórias
- Midinho, o Pequeno Missionário - Jesus Lava os Pés dos Apóstolos, e outras histórias
- Midinho, o Pequeno Missionário - A Parábola da Ovelha Perdida, e outras histórias
- Midinho, o Pequeno Missionário - A Mulher de Samaria, e outras histórias
- Midinho, o Pequeno Missionário - A Pecadora que Ungiu os Pés de Jesus, e outras histórias
- Midinho, o Pequeno Missionário - O Cego de Jericó, e outras histórias
- Midinho, o Pequeno Missionário - Jesus, o Bom Pastor, e outras histórias
- Midinho, o Pequeno Missionário - A Crucificação, e outras histórias
- Midinho, o Pequeno Missionário - Pentecostes, e outras histórias
- Midinho, o Pequeno Missionário - A Cura dos Dez Leprosos, e outras histórias
- Midinho, o Pequeno Missionário - As Bem-Aventuranças, e outras histórias
- Midinho, o Pequeno Missionário - A Porta Estreita, e outras histórias
- Midinho, o Pequeno Missionário - A Parábola do Cego que Guiava outro Cego, e outras histórias
- Midinho, o Pequeno Missionário - Os Bereanos e outras histórias
- Midinho, o Pequeno Missionário - A Vinda Súbita do Reino de Deus e outras histórias

### Jovem Bytes
Box DVDs - Volume 1 Jovem Bytes - Série de Crescimento Espiritual
- Jovem Bytes - Cidade do Pecado
- Jovem Bytes - Mordida de Cobra
- Jovem Bytes - Ouro de Tolo
- Jovem Bytes - Praticando o Alvo
- Jovem Bytes - Prender a Língua

Box DVDs - Volume 2 Jovem Bytes - Série de Crescimento Espiritual (Vol.2)
- Jovem Bytes - Correr a Corrida
- Jovem Bytes - Ingredientes Especiais
- Jovem Bytes - Destino Final
- Jovem Bytes - Crônicas da Eternidade (Parte 1)
- Jovem Bytes - Crônicas da Eternidade (Parte 2)

Box DVDs - Volume 3 Jovem Bytes - Série de Crescimento Espiritual (Vol.3)
- Jovem Bytes - Voando Alto
- Jovem Bytes - Na Trilha
- Jovem Bytes - Todos os Caminhos Levam a Roma
- Jovem Bytes - Uma Nova Aurora na Sicília
- Jovem Bytes - Pirateados em Bangkok

### Turminha da Graça
- Turminha da Graça - Ser Criança e Outras Histórias
- Turminha da Graça - Um Desafio da Pesada e Outras Histórias
- Turminha da Graça - Uma Lição Valiosa e Outras Histórias
- Turminha da Graça - As Aparências Enganam e Outras Histórias
- Turminha da Graça - Vivendo no Mundo da Lua e Outras Histórias
- Turminha da Graça - O Fim do Mundo e Outras Histórias
- Turminha da Graça - Dona Galinha e o Trigo e Outras Histórias
- Turminha da Graça - A Verdadeira Fortaleza e Outras Histórias